# Pelvicachromis pulcher
Kribensis (Pelvicachromis pulcher) é um peixe perciforme ciclídeo, muito apreciado em aquariofilia. Na verdade, foi dos primeiros ciclídeos a ser introduzido nos aquários europeus.
O kribensis é natural dos rios da Nigéria meridional e zonas costeiras dos Camarões. O macho atinge um comprimento máximo de 10 cm, ficando a fêmea ligeiramente menor. 
O dimorfismo sexual é manifesto, apesar de a selecção artificial dos circuitos comerciais ter enviesado certos caracteres naturais.
A reprodução do kribensis em aquário comunitário é relativamente fácil e permite a educativa contemplação do típico padrão comportamental da família a que pertencem (Cichlidae).
O emparelhamento macho-fêmea pode, contudo, ser problemático uma vez que não basta um elemento de cada sexo para que tudo corra bem. Este é mais um traço que corrobora o que muitos biólogos alegam que os ciclídeos possuem: proto-personalidade (ou personalidade primitiva).
Uma vez dada a aceitação mútua, o casal estabelece então fortes laços, tornando-se inseparável até à morte de um dos elementos.
Defendem a desova e a prole resultante com uma agressividade notável, sendo capazes de agredir invasores (peixes, anfíbios ou répteis) sem inibição perante dimensões corporais que podem ser duplas ou triplas. 
Os juvenis (também chamados alevins) são aglomerados num discreto cardume e vigiados por ambos os progenitores até se tornarem independentes. 

## Ligaçoes Externas
- http://www.aquahobby.com/gallery/b_krib.php
- http://www.aquahobby.com/gallery/b_haplokrib.php
- http://www.aquahobby.com/gallery/b_Pelvicachromis_subocellatus.php
- http://www.aquariofilia.online.pt/default.asp?pagename=detalhes_peixe&id_peixe=18
- https://web.archive.org/web/20070529055445/http://www.aquallun.com.br/Kribensis.htm
- http://www.aquaonline.com.br/index.php?option=com_content&task=view&id=1587&Itemid=52